# Ганн, Томас
То́мас Уи́льям Фрэ́нсис Ганн (нем. Thomas William Francis Gann; 13 мая 1867, Морриск, Коннахт — 24 февраля 1938, Лондон) — археолог и исследователь руин цивилизации майя на территории современного Белиза; врач по специальности.

## Биография
Томас Ганн родился в графстве Мейо, Ирландия, в семье Уильяма Ганна Витстабля (1842-) и Роуз Харви (1838-). В 1894 году он был назначен помощником врача в Белизе, где он прожил почти 25 лет.
Образование получил в Королевской школе, Кентерберийской и в Медицинской школе.
Помимо своей медицинской деятельности, он посвятил себя изучению археологии руин культуры Майя и был первым археологом в этой части Центральной Америки. Он первым исследовал руины Шунантунича в (1894—1895, 1924), также исследовал Ламанай (1903, 1924—1925 гг.), Коба. Томас Ганн также побывал на Юкатане, исследуя там руины городов майя.
Он написал много книг о своих открытиях. Томас Ганн был членом Королевского географического общества.
С 1919 г. до 1938 г. Томас Ганн был преподавателем в созданном Институте археологии Ливерпульского университета в г. Ливерпуль. Томас Ганн женился в 1929 году на Мэри Уилер.
Умер Томас Ганн 24 февраля 1938 года в лондонском доме престарелых.